# Le Prince de Bagdad
Pour plus de détails, voir Fiche technique et Distribution.
Le Prince de Bagdad (The Veils of Bagdad) est un film américain en technicolor réalisé par George Sherman, sorti en 1953.

## Synopsis
En 1560, Selima, la chef de l'Empire ottoman, envoie Antar pour empêcher le pacha Hammam de tenter de renverser le Sultan. Selima accuse Hammam et son assassin Kasseim de la mort de son père. La femme de Kasseim, Rosanna, tombe amoureuse d'Antar, mais celui-ci aime Selima.

## Fiche technique
- Titre : Le Prince de Bagdad
- Titre original : The Veils of Bagdad
- Réalisation : George Sherman
- Scénario : William R. Cox
- Photographie : Russell Metty
- Montage : Paul Weatherwax
- Musique : Amedeo De Filippi, Lucien Moraweck
- Producteur : Albert J. Cohen
- Société de production : Universal Pictures
- Pays de production: États-Unis
- Format : couleur (Technicolor) - projection : 1,37:1 - son : Mono (Western Electric Recording)
- Genre : Aventures exotiques
- Durée : 82 minutes
- Dates de sortie :
  - États-Unis : 7 octobre 1953
  - France : 31 décembre 1954

## Distribution
- Victor Mature : Antar
- Mari Blanchard : Selima
- Virginia Field : Rosanna
- Guy Rolfe : Kasseim
- Leon Askin : Hammam
- James Arness : Targut
- Palmer Lee : Osman
- Nick Cravat : Ahmed
- Ludwig Donath : Kaffar
- Howrd Petrie : Karsh
- Charles Arnt : Zapolya
- Jackie Loughery : la servante
- Thomas Browne Henry : Moustapha
- David Sharpe : Ben Ali
- Sammy Stein : Abdallah
- Bobby Blake : le petit mendiant
- Glenn Strange : Mik-Kel
- Charles Wagenheim : l'espion bédouin
- Chester Hayes : un lutteur
- Thomas A. Renesto : un lutteur
- Hans Schnabel : un lutteur
- Vic Holbrook : un lutteur
- Russ Saunders Troupe : troupe numéro acrobatique